# 2939 Коконіно
2939 Коконіно (2939 Coconino) — астероїд головного поясу, відкритий 21 лютого 1982 року.
Тіссеранів параметр щодо Юпітера — 3,480.